# East Lansing, Michigan
East Lansing este un oraș din statul Michigan al Statelor Unite ale Americii. Orașul, care este unul din orașele universitare ale națiunii, se găsește la est de capitala statului, Lansing.  Majoritatea suprafeței orașului se găsește în comitatul Ingham, deși anumite porțiuni ale sale se găsesc în comitatul Clinton. La data recensământului din anul 2010, populația fusese de 48.579 de locuitori, o creștere de circa 2% față de data recensământului anterior, 2000, când se înregistrase o populație de 46.422 de locuitori. Este cel mai bine cunoscut pentru Universitatea statului Michigan, Michigan State University.

## Geografie

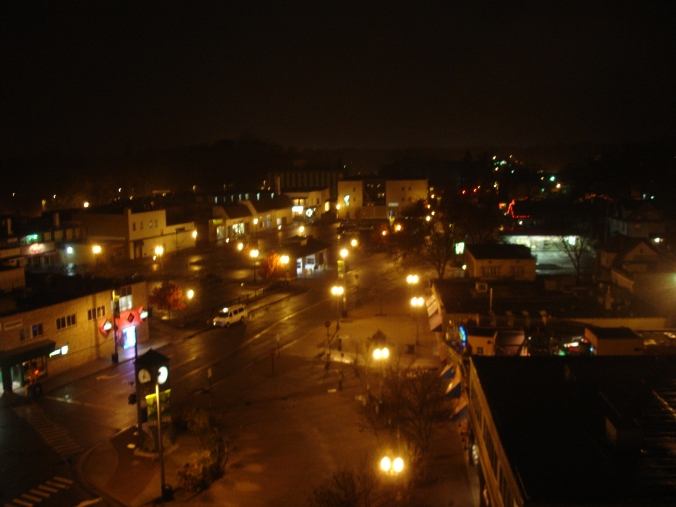
Downtown East Lansing at night overlooking Albert Street.

Conform Census 2000, localitatea avea o suprafață totală de 35,37 km2 (sau 13.66 sqmi), dintre care 35.19 km2 (ori 13.59 sqmi, sau 99.49%) reprezintă uscat și restul de 0,18 km2 (sau 0.06 sqmi, ori 0.51%) este apă.

## Educație

### Higher education
Michigan State University, care este una din instituțiile membre ale organizației Big Ten Conference, este cea mai mare universitate din statul Michigan și a opta din Statele Unite ale Americii, o reflectare evidentă a istoriei orașului East Lansing, ca unul din orașele universitare de frunte ale națiunii.

## Transporturi

### Drumuri importante

#### Autostrăzi interstatale (Interstate highways)
- I-69 runs from Indianapolis, along the northern boundary of East Lansing, and east to Flint and Port Huron, connecting to Canada.
- I-69 Business Loop, or BL I-69, is a loop route running through Lansing and East Lansing.

#### US highways
- US 127 is a north-south highway passing between Lansing and East Lansing, continuing northerly toward Clare and Grayling and southerly toward Jackson, Michigan and into Ohio.

#### Michigan state trunklines
- M-43 (Saginaw Street/Grand River Avenue)
- M-99 (Martin Luther King Jr. Blvd.)
- M-143 (Michigan Avenue, an unsigned route between M-43 and the Lansing city limit)

## Ziare
- The State News
- Lansing State Journal
- NOISE
- City Pulse
- Spartan Edge